# Dermestes hispanicus
Dermestes hispanicus là một loài bọ cánh cứng trong họ Dermestidae. Loài này được Kalík miêu tả khoa học năm 1952.